# ملعب مورايفيلد
ملعب مورايفيلد (بالإنجليزية: Murrayfield Stadium)‏ هو ملعب رياضي يقع في مدينة إدنبرة، بإسكتلندا. تتسع لـ 67,144 مقعدًا مما يجعلها أكبر ملعب في إسكتلندا وخامس أكبر ملعب في المملكة المتحدة.
يعتبر الملعب الرئيسي لاتحاد الرغبي الإسكتلندي (SRU)، ويستخدم بشكل رئيسي في مباريات اتحاد الرغبي. استضاف ملعب مورايفيلد في الماضي مباريات كرة القدم وكرة القدم الأمريكية ودوري الرغبي، بالإضافة إلى العديد من الحفلات الموسيقية.